# Фуэнтес Савала, Ареми
Ареми Фуэнтес Савала (исп. FUENTES ZAVALA Aremi; род. 23 мая 1993 года) — мексиканская тяжелоатлетка, бронзовый призёр летних Олимпийских игр 2020 года в Токио, трёхкратный призёр панамериканского чемпионата, трёхкратный призёр Панамериканских игр.

## Карьера
В 2011 году на панамериканских играх в Гвадалахаре завоевала бронзовую медаль в весовой категории до 69 кг.
В 2015 году на Панамериканских Играх в Торонто она выступала в весовой категории до 69 кг и заняла итоговое 3-е место с общей суммой 223 кг.
На Панамериканском чемпионате 2017 года спортсменка из Мексики завоевала бронзовую медаль в весовой категории до 75 кг, взяв вес 228 кг.
В 2017 году на 29-й летней Универсиаде она становится четвёртой с общим итоговым весом на штанге 232 кг.
На Панамериканском чемпионате 2018 года в Санто-Доминго, она завоёвывает серебряную медаль с итоговым весом 246 кг.
В 2019 году на чемпионате мира в Паттайе она становится четвёртой с итоговым результатом 245 кг (107 кг в рывке и 138 кг в толчке). Во втором упражнение она завоёвывает малую бронзовую медаль.
На летних Олимпийских играх 2020 года в Токио, мексиканка завоевала бронзовую медаль в категории до 76 кг. 